# Vomano
Der Vomano ist ein Fluss in der italienischen Region Abruzzen mit ungefähr 68 km Länge.

## Geographie
Der Fluss Vomano entspringt auf dem Monte San Franco im Massiv des Gran Sasso in der Höhe von ungefähr 1200 m. Der Vomano hat einen durchschnittlichen Wasserdurchfluss von ca. 15 m³/s. Er durchquert den Abruzzischen Apennin und das Territorium des Nationalpark Gran Sasso. Der Vomano fließt weiter in östlicher Richtung, bevor er bei Roseto degli Abruzzi ins adriatische Meer fließt.

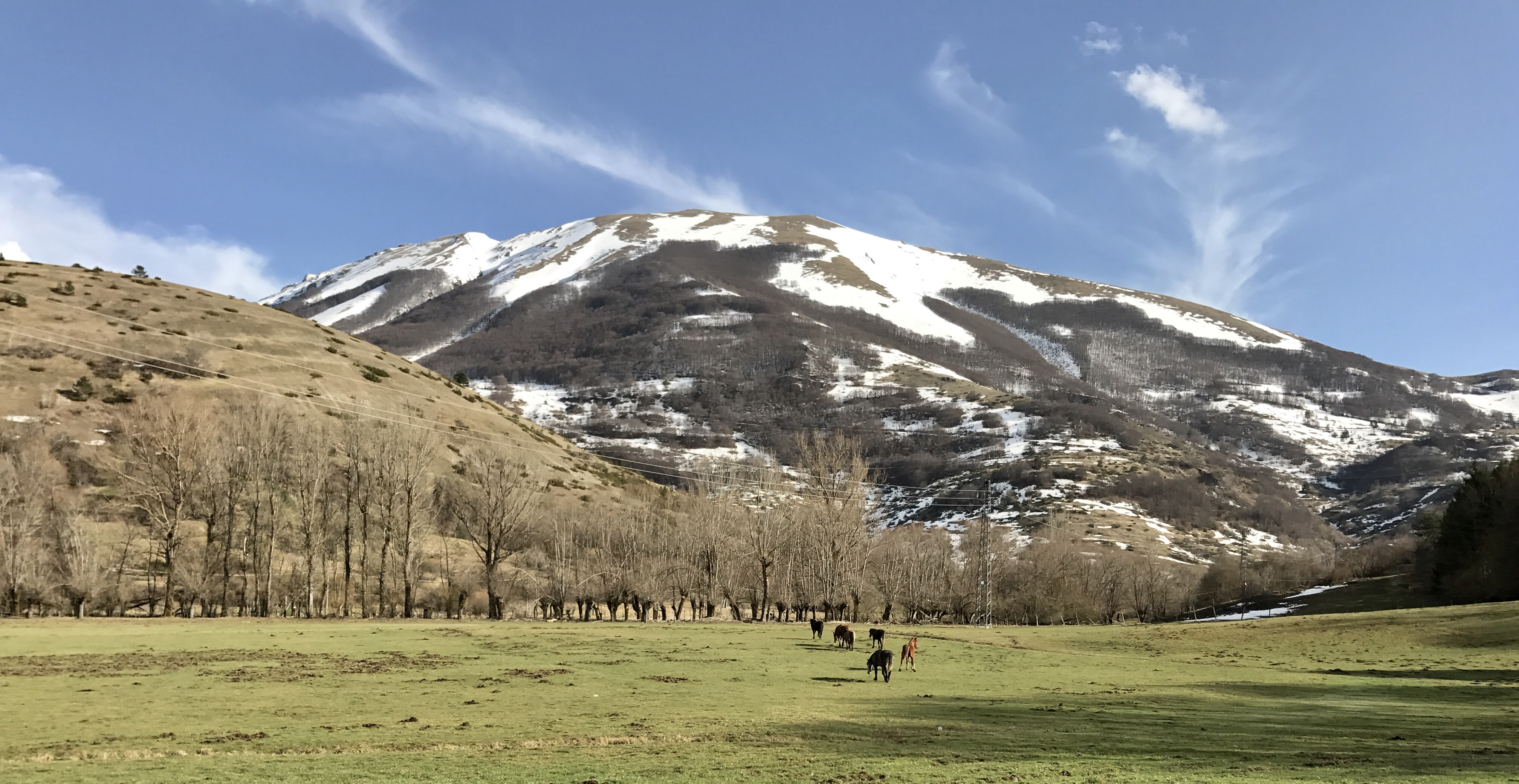
Monte San Franco, Quellgebiet des Vomano

Im Jahr 1995 wurde ein großer Teil des Einzugsgebiets des Flusses unter Naturschutz gestellt. Es wurde der Parco territoriale attrezzato del Fiume Vomano mit einer Fläche von 335 Hektar eingerichtet.